# Veliš (kraj środkowoczeski)
Veliš – gmina w Czechach, w powiecie Benešov, w kraju środkowoczeskim.
1 stycznia 2017 gminę zamieszkiwało 338 osób, a ich średni wiek wynosił 40,7 roku.